# Institut national supérieur de formation et de recherche pour l'éducation inclusive
Pour les articles homonymes, voir HEA.
L’Institut national supérieur de formation et de recherche pour l'éducation inclusive (INSEI) est un centre de formation de l'Éducation nationale française.
L’Institut a ses locaux sur le site de l'ancienne école de plein air de Suresnes, à côté de la forteresse du Mont-Valérien, à Suresnes. Il doit déménager à Saint-Germain-en-Laye, le site devant alors être remplacé par le musée-mémorial du terrorisme.
Quatre-vingts enseignants environ forment le personnel de l'Éducation nationale aux problématiques du handicap et de la grande difficulté scolaire.
L’Institut est l’héritier du Centre national d'études et de formation pour l'enfance inadaptée (Cnefei). Il prend le nom d’Institut national supérieur de formation et de recherche pour l'éducation des jeunes handicapés et les enseignements adaptés (INSHEA) avec la publication au JO no 304 du 31 décembre 2005 du décret no 2005-1754 du 30 décembre 2005. Il change encore de nom pour devenir l’Institut national supérieur de formation et de recherche pour l'éducation inclusive par un nouveau décret no 2023-150 du 3 mars 2023.
Placé sous la double tutelle du ministère de l'Éducation nationale et du ministère de l'Enseignement supérieur, l'INSHEA voit ses missions augmentées.

## Ses  missions
L’Institut mène des recherches sur l'accessibilité des systèmes éducatifs et l'insertion sociale et professionnelle des personnes à besoins éducatifs particuliers.
Il a une mission de formation  pour l’accueil, l’éducation et l’intégration des jeunes en situation de handicap destinée au personnel de l’éducation nationale, des établissements spécialisés, de la santé, des collectivités, des associations, des cellules handicap et aux  référents handicap, parents et entreprises. Il participe en particulier à la formation des enseignants de l'enseignement public et privé sous contrat. Aux côtés du réseau des INSPE, il assure la formation au certificat d'aptitude professionnelle aux pratiques de l'éducation inclusive et formation professionnelle spécialisée. 
Il développe un savoir-faire dans la mise en œuvre des politiques d’éducation et de formation.
Il assure enfin un rôle d’information sur l’adaptation scolaire et l’accessibilité collectée et diffusée par le centre de documentation.

## Les besoins éducatifs particuliers
Les besoins éducatifs particuliers (BEP) sont en lien avec :  
- un handicap sensoriel, cognitif ou moteur,
- des troubles du comportement,
- des troubles envahissants du développement (TED),
- une maladie grave,
- des difficultés d’apprentissage (graves ou spécifiques).

## Le développement des  partenariats
Sous la double tutelle des ministères de l’Éducation nationale et de l’Enseignement supérieur et de la recherche, l’Institut développe des actions avec : 
- les ministères de la Santé et des sports, de la Justice,
- des universités françaises et étrangères,
- des établissements publics français et européens,
- des organismes de formation et centres de recherche,
- des associations.

## Une dynamique internationale
Les missions de l’Institut s’inscrivent dans une réflexion européenne et internationale sur la scolarisation, la formation, et l’insertion des personnes à BEP :
- le développement et la valorisation des activités de recherche à l’international, la mise en œuvre d’une politique active de mobilité d’enseignants chercheurs et l’organisation annuelle d’un colloque scientifique international,
- l’adaptation de l’offre de formation aux enjeux nationaux et européens en renforçant la politique de partenariats internationaux et d’échanges pour les enseignants, le personnel d’encadrement et les étudiants,
- l’apport de savoir-faire et l’échange de bonnes pratiques pour l’accompagnement de la réflexion d’universités, organisations et responsables politiques de pays s’ouvrant aux orientations inclusives (pays des Balkans et de l’Europe de l’Est hors UE, du Moyen-Orient et de l’Asie centrale, Afrique...).

L’Institut représente la France auprès de l’Agence européenne pour le développement de l'éducation des publics à besoins éducatifs particuliers, contribue aux travaux en cours et assure la diffusion de ses documents d’informations (Newsletter, rapports de fin de recherche).
Elle a participé au programme eLeSI, projet européen à visée transnationale (2013-2015), coordonné par la Fondation des Amis de l'Atelier, en collaboration avec l’Université de Mons et l’Université de Chester. Cette formation est destinée aux familles, accompagnants, enseignants, et aidants travaillant auprès d’enfants et d’adultes ayant une déficience intellectuelle, des troubles du spectre autistique (TSA) et/ou troubles psychiques.